# Damongto
Damongto est une commune rurale située dans le département de Zam de la province du Ganzourgou dans la région Plateau-Central au Burkina Faso.

## Géographie
Damongto est situé à environ 10 km au sud-ouest de Zam, le chef-lieu du département, et à 35 km à l'ouest de Zorgho, le chef-lieu de la province. La ville est à 10 km au sud de la route nationale 4.

## Santé et éducation
Le centre de soins le plus proche de Damongto est le centre de santé et de promotion sociale (CSPS) de Rapadama-T tandis que le centre médical avec antenne chirurgicale (CMA) se trouve à Zorgho.
Le village possède une école primaire publique.